# Нумизматички музеј Народне банке Републике Северна Македонија
Нумизматички музеј Народне банке Републике Северна Македонија је музеолошка збирка новца из различитих периода македонске историје. Музеј својим поставкама и делатностима прати савремене светске трендове у овој области и има значајну улогу у очувању културне баштине Р. Македоније.
Од 1999. години Музеј је у своје активности укључио куповину старог и ретког новца и других артефаката са територије Р. Северна Македонија како би обезбедио обогаћивање и непрестано допуњавање збирке кованица, медаља, папирних банкнота, марака, слика, скулптура итд. Такође и бројним другим активностима и истраживањима Музеј покушава да спречи нелегално отицање нумизматичких артефаката ван територије Р. Македоније.
Уласком у област музеолошке делатности, Народна банка Републике Северна Македонија постала је један од стубова у заштити и афирмацији покретне културне баштине у држави, јер поред стручне обраде нумизматиког материјала, она својом збирком делује и едукативно на будуће генерације банкара.
Збирка тренутно поседује 20.000 узорака кованог новаца, медаља, папирних новчаница и модерних банкнота, захваљујући систематској куповини и донацијама. Са оволиким нумизматичким фондом Нумизматички музеј Народне банке Р. Македоније постао је нека врста „највеће јавне нумизматичке збирке” у Републици Македонији.

## Положај
Музеј се налази у централном делу Скопља у згради Народне банке Републике Северна Македонија између главне железничке станице и шеталишта на реци Вардар, у булевару „Кузман Јосифовски Питу“ бр.1.

## Мисија
Мисија музеја је да омогући посетиоцима свих узраста да се упозанју са вредном нумизматичком збирком и другим експонатима, који су део вишевековне историје на простору данашње Р. Македоније. У том смислу музеј је намењен за свакога ко је заинтересован  за нумизматику, банкарство, финансије и  историју Р. Македоније, или једноставно жели  да стекне нова и обогати постојећа знања из ових области.

## Историја
Нумизматички музеј Народне банке Републике Северна Македонија колекцију новца почео је да ствара 1999. године, по угледу на већину централних банака у свету, са циљем да преузме бригу о културном наслеђу државе и створи сопствену колекције кованог новца, медаља, марке, слика, скулптура, итд.
Иницијатива за  оснивање нумизматичке збирке у Народој банци Р. Северна Македоније потекла је од тадашњег гувернера НБРМ, др Љубета Трпеског.
Временом, након систематске куповине и донација, Музеј прерастао у највећу јавну нумизматичку збирку у Р. Северна Македонија.

## Музејске поставке
Један део нумизматичке збирке приказан је у оквиру камерне поставке а други део у оквиру сталне изложбе музеја.

### Стална изложба музеја
Након нтензивних припреме, које су трајале годину дана, 25. априла, 2002. године, поводом обележавања десетогодишњице монетарне независности Републике Македоније, у банци је отворена стална нумизматичка изложба „Македонија, новац и историја”,  коју је пратило и издање релевантног каталога са изложеним експонатима.
Изложба у музеју НБРМ је заправо хронолошки преглед кованог новца који је био у оптицају и кован или штампан на територији Р. Македоније почев од 6. и 5. века п. н. е. до данас. 
Изложбена поставка се налази на доњем спрату Народне банке Р. Македоније.

### Камерна поставка
Народна банка Републике Македоније је 26 јула 1999 година, у сарадњи са Музејом Македоније и нумизматичком компанијом „Пајонон” отворила прву изложбу монета смештених у канцеларији гувернера Народне банке, под називом „Нумизматичка збирка Народне банке Републике Македоније”. 
У оквиру ове поставке изложено је 235 новчића, хронолошки распоређених у шест тематских целина. Поставку је пратило објављивање каталога.
У децембру 2002. године изложба је редизајнирана и ажурирана нумизматичким материјалом купљеним током 2002. године.
Ових осам тематских целина чини поставку:
1. Остаци откривени на територији Републике Македоније;
2. Пајонија и Македонија,
3. Римски динар,
4. Мента из Стобија,
5. Касноримски ковани новац,
6. Византијски цареви,
7. Средњевековни новац,
8. Савремени пригодни ковани новац.

## Радно време
- Музеј је отворен за јавност: сваког уторка, среде и четвртка од 9 до 15 часова,
- Музеј је затворен за јавност: понедељком, петком, викендом и празником.

Улаз у музеј је слободан.